# Teucrium buxifolium
Teucrium buxifolium là một loài thực vật có hoa trong họ Hoa môi. Loài này được Schreb miêu tả khoa học lần đầu tiên vào năm 1774.